# Sal Khan
Salman Amin "Sal" Khan (Nova Orleães, 11 de outubro de 1976) é um educador americano bengali, empresário e ex-analista de fundos de hedge. Ele é o fundador da Khan Academy, uma plataforma online de educação livre e organização sem fins lucrativos. A partir de um pequeno escritório em sua casa, Khan já produziu mais de 4.000 vídeo aulas que ensinam um amplo espectro de assuntos acadêmicos, com ênfase em matemática e ciências. Em abril de 2013, a Khan Academy canal no YouTube atraiu 830 mil assinantes e os vídeos Khan Academy foram vistos mais de 250 milhões de vezes. Em 2012, a Time nomeou Salman Khan em sua lista anual das 100 pessoas mais influentes do mundo e a revista Forbes colocou Salman Khan em sua capa com a história US$ 1 trilhão Opportunity.

## Início da vida
Salman Khan nasceu em Nova Orleans, Louisiana. Seu pai é de Barisal, Bangladesh e sua mãe era de Kolkata, na Índia. Ele foi criado em New Orleans. Ele foi para as escolas públicas, onde, como ele lembra, "alguns colegas eram recém-saídos da prisão e outros se dirigiam para as melhores universidades ". Salman Khan tem quatro formações: bacharel em matemática, bacharelado em engenharia elétrica e ciência da computação, bem como um mestrado em ciência da computação do Massachusetts Institute of Technology, e possui MBA pela Harvard Business School.

## Carreira
Salman Khan trabalhava como analista de fundos de hedge antes de sair no final de 2009..  

### Khan Academy
No final de 2004, Khan começou a ensinar sua prima, Nadia, em matemática através da internet usando o notepad Doodle Yahoo! 's. Quando outros parentes e amigos buscavam sua tutoria, ele decidiu que seria mais prático e benéfico para distribuir os tutoriais no YouTube, onde ele criou uma conta em 16 de novembro de 2006 sua popularidade no site de compartilhamento de vídeo e os depoimentos de estudantes agradecidos Khan levou a deixar seu emprego como analista de fundos de hedge no final de 2009 para se concentrar no desenvolvimento de seu canal no YouTube, Khan Academy, em tempo integral com a ajuda de seu amigo de longa data Josh Gefner. 
Seus vídeos receberam mais de 250 milhões de visualizações em poucos anos. Estudantes de todo o mundo têm sido atraídos para o método de ensino conciso, prático e descontraído de Khan. 
Khan delineou sua missão como a "acelerar o aprendizado para os alunos de todas as idades. Com isto em mente, nós queremos compartilhar nosso conteúdo com quem pode ser útil." Khan também planeja estender sua "escola livre" para abranger temas como o Inglês. Programas estão sendo realizados para usar vídeos de Khan para ensinar aqueles em áreas isoladas da África e da Ásia. Ele delineou seus motivos: "Com tão pouco esforço da minha parte, eu posso autorizar uma quantidade ilimitada de pessoas por todo o tempo que eu não consigo imaginar um melhor uso do meu tempo.". 
Khan publicou um livro sobre a Khan Academy e seus objetivos para a educação chamado Um Mundo, Uma Escola: Reinventando a Educação.

## Reconhecimento
Salman Khan tem sido destaque no The Colbert Report, PBS NewsHour, CNN, e National Public Radio. Em 2009, a Academia Khan recebeu o Prêmio Microsoft Tech para a educação. Em 2010, o Google forneceu US $  milhões para apoiar a criação de mais cursos e permitir a Khan Academy traduza sua biblioteca principal para os idiomas mais falados do mundo. Em outubro de 2010, Khan foi amarrado para # 34 em anual da Fortune "40 under 40", uma lista reconhecendo mais quentes estrelas em ascensão do negócio. Em março de 2011, Salman Khan foi convidado a falar no TED por Bill Gates, que diz que usa a Khan Academy Exercício Software para ensinar as suas próprias crianças. Em maio de 2011, Salman Khan apareceu no The Colbert Report para falar em uma entrevista sobre os seus ensinamentos. Ele disse à platéia como ele planejava usar o software para revolucionar o campo da educação.
Khan também foi entrevistado pelo jornalista Charlie Rose, e âncora Tom Brokaw. 
Khan falou Belarmino preparação da faculdade durante TEDxSanJoseCA sobre a importância da educação e da fundação da Khan Academy. Khan também foi o orador início para exercícios de começo da Rice University em 12 de maio de 2012, bem como início do MIT em 08 de junho de 2012.
.Salman Khan tem sido destaque no San Francisco Chronicle, sobre o Public Broadcasting Service (PBS), .National Public Radio, CNN, e CNN Money..Salman Khan foi caracterizado como um "grande pensador" em Edutopia discutir ensino flip. 
.Salman Khan apareceu no Adobe Digital de Marketing Summit 2013 em 7 de março de 2013, em Salt Lake City. 
Em 21 de março de 2013, Khan foi apresentado o 2013 Prêmio de Liderança Posey no Museu Perot da Natureza e Ciência de Austin College (localizada em Sherman, Texas). Mais cedo naquele dia, uma convocação no campus com uma palestra apresentada pelo Khan foi dado à comunidade Austin College. Khan também visitou vários grupos de estudantes em torno do campus..
Recebeu o Prêmio Princesa de Astúrias de Cooperação 2019.

## Vida Pessoal
Ele vive com sua esposa, Umaima Marvi, uma paquistanesa que é médica especialista em reumatologia e medicina interna, com seu filho e sua filha em Mountain View, Califórnia. .